# Spermacoce exigua
Spermacoce exigua là một loài thực vật có hoa trong họ Thiến thảo. Loài này được (S.Moore) Govaerts miêu tả khoa học đầu tiên năm 1996.